# ريتا وونغ
ريتا وونغ هي كاتِبة وشاعرة كندية، ولدت في 1968 في كالغاري في كندا.